# La Turballe
La Turballe (bretonisch An Turball) ist eine französische Gemeinde mit 4862 Einwohnern (Stand: 1. Januar 2022) im Département Loire-Atlantique in der Region Pays de la Loire. La Turballe gehört zum Arrondissement Saint-Nazaire und zum Kanton Guérande. Die Einwohner werden Turballais(es) genannt.

## Geographie
La Turballe liegt im Regionalen Naturpark Brière (französisch : Parc naturel régional de Brière) an der Atlantikküste. Umgeben wird La Turballe von den Nachbargemeinden Piriac-sur-Mer im Norden und Nordwesten, Mesquer und Saint-Molf im Nordosten, Guérande im Osten und Croisic im Süden.

## Geschichte
Aus der Zeit der deutschen Besetzung während des Zweiten Weltkrieges sind noch Reste der Befestigungsanlagen (Atlantikwall) zu sehen.

### Bevölkerungsentwicklung
| Jahr      | 1962 | 1968 | 1975 | 1982 | 1990 | 1999 | 2006 | 2017 |
| Einwohner | 2542 | 2716 | 2959 | 3120 | 3587 | 4042 | 4341 | 4426 |

## Gemeindepartnerschaft
Mit der französischen Gemeinde Bussang im Département Vosges besteht eine Partnerschaft.

## Sehenswürdigkeiten

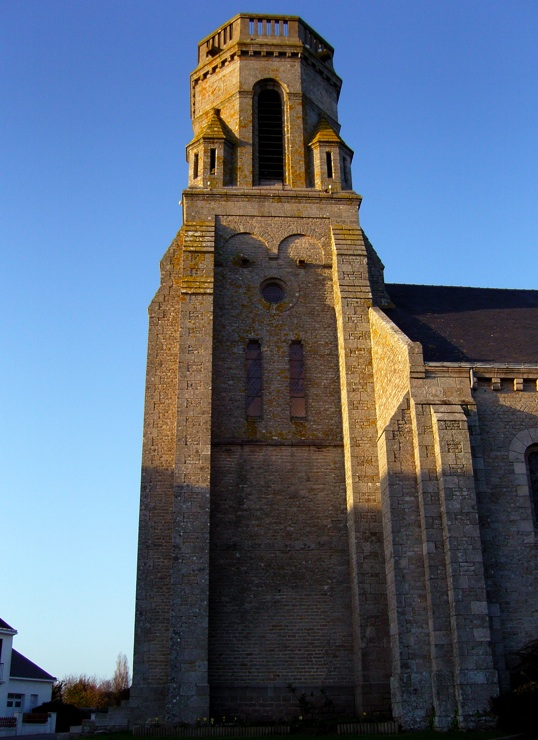
Kirche von Trescalan

- Kirche Notre-Dame de la Miséricorde (genannt: Kirche von Trescalan), 1698 erbaut
- Schloss Lauvergnac
- Glockenturm
- Großkreuz von Brogard